# Exetastes fascipennis
Exetastes fascipennis là một loài tò vò trong họ Ichneumonidae.